# Amivantamab
Amivantamab ist ein monoklonaler Antikörper, der als Arzneistoff zur Behandlung bestimmter Formen des nicht-kleinzelligen Lungenkrebses (NSCLC) eingesetzt wird. Für dieses Anwendungsgebiet erhielt er in den USA im Mai 2021, in der EU im Dezember 2021, unter dem Namen Rybrevant (Janssen Biotech) die Zulassung. 

## Wirkungsmechanismus
Amivantamab ist ein bispezifischer Antikörper, der auf den Epidermaler-Wachstumsfaktor-Rezeptor (EGFR) und Hepatozyten-Wachstumsfaktor-Rezeptor (MET) abzielt. EGFR und MET spielen eine Rolle beim unkontrollierten Wachstum von Tumorzellen.

## Therapeutische Verwendung
Amivantamab wurde im Mai 2021 in den USA zur Monotherapie von erwachsenen Patienten mit lokal fortgeschrittenem oder metastasiertem nicht kleinzelligen Bronchialkarzinom (NSCLC) mit EGFR-Exon-20-Insertionsmutation nach Versagen einer platinbasierten Chemotherapie zugelassen. Die Mutation muss durch einen FDA-zugelassenen Test bestätigt sein. Nachdem das Mittel in Deutschland ab Juni 2021 bereits im Rahmen von Härtefallprogrammen eingesetzt wurde, ist es nun auch seit Dezember 2021 in der EU zugelassen. Das Präparat wird intravenös infundiert.

### Nebenwirkungen und Anwendungsbeschränkungen
Die häufigsten Nebenwirkungen unter der Behandlung mit Amivantamab sind Hautausschlag, infusionsbedingte Reaktionen, Hautinfektionen um die Finger- oder Zehennägel, Muskel- und Gelenkschmerzen, Kurzatmigkeit, Übelkeit, Müdigkeit, Schwellungen in den Unterschenkeln oder Händen oder Gesicht, Wunden im Mund, Husten, Verstopfung, Erbrechen und Veränderungen in bestimmten Blutwerten.

### Studien
Die Zulassung basiert auf Ergebnissen einer Studie (CHRYSALIS) mit 81 Patienten mit nicht-kleinzelligem Lungenkrebs (NSCLC) und EGFR-Exon-20-Insertionsmutationen, deren Erkrankung während oder nach einer platinbasierten Chemotherapie fortgeschritten war. Das wichtigste beurteilte Ergebnis war die Gesamtansprechrate (overall response rate; Anteil der Patienten, bei denen der Tumor schrumpfte oder ganz verschwand). Sie betrug 40 %. Die mediane Ansprechdauer (duration of response) betrug 11,1 Monate, wobei bei 63 % der Patienten die Ansprechdauer mindestens sechs Monate währte.

## Marktrücknahme in Deutschland
Jansse-Cilag beschloss nach der Bewertung durch den Gemeinsamen Bundesausschuss (G-BA) im Rahmen des Verfahrens der frühen Nutzenbewertung das Medikament mit sofortiger Wirkung vom deutschen Markt zu nehmen. Im AMNOG-Verfahren hatte der G-BA am 7. Juli 2022 festgelegt, dass ein "Zusatznutzen nicht belegt" ist. Aus Sicht der Firma besteht somit keine Möglichkeit mehr das Medikament in Deutschland weiterhin zur Verfügung zu stellen. 